# Helga Stevens
Helga Stevens, née le 9 août 1968 à Saint-Trond, est une femme politique belge flamande, membre de la Volksunie de 1998 à sa scission en 2001 et, depuis, de la Nieuw-Vlaamse Alliantie (N-VA).
De 2004 à 2014, elle est la première, et la seule à ce jour, élue sourde du Parlement flamand. Membre du Parlement européen entre 2014 et 2019, elle est la première femme sourde à y siéger.

## Biographie

### Enfance et études
Helga Stevens est née le 9 août 1968 à Saint-Trond, une ville néerlandophone de Belgique située en région flamande. Quand elle avait dix mois, ses parents ont remarqué qu'elle est sourde. Elle étudie à l'Institut royal pour sourds-muets (KIDS) à Hasselt jusqu'à l'âge de dix ans. Elle est ensuite transférée à l'école ordinaire de Saint-Trond, puis elle entre au lycée Saint-Sépulcre de la même ville, où Caroline Gennez et Hilde Vautmans avaient étudié.
Après le lycée, Helga Stevens passe un an à Saint-Louis dans l'État du Missouri, aux États-Unis. Elle en profite pour visiter l'université Gallaudet, où elle rencontre un avocat sourd. Elle décide alors d'étudier le droit à l'université catholique de Louvain.
En 1993, elle devient la première sourde belge à obtenir un diplôme de droit et elle retourne aux États-Unis pour suivre un cours de master d'un an à la faculté de droit de l'université de Californie à Berkeley, en Californie. Elle fait ensuite un stage dans une clinique juridique spécialisée dans les services aux personnes sourdes et malentendantes, où travaillent des avocats sourds. Après deux ans aux États-Unis, elle revient en Belgique, s'installe à Malines et travaille comme stagiaire dans un cabinet d'avocats à Bruxelles.

### Fonctions politiques
Dans le but de mener une « lutte pour la reconnaissance du monde sourd et de la langue des signes », en 1996, Helga Stevens intègre l'Union européenne des sourds et devient membre du conseil d'administration de la Fédération des organisations sourds flamands (Fevlado). En 1998, elle entre au parti politique Volksunie. En 2000, Helga Stevens entre à la direction de l'Union européenne des sourds à la place de Johan Wesemann, un Néerlandais sourd. Elle est élue députée du parlement flamand le 6 juillet 2004 au sein du parti Nieuw-Vlaamse Alliantie (Alliance néo-flamande). En 2005, Helga Stevens est la seule candidate du poste de président de l'Union européenne des sourds et elle est élue. En 2006, elle est élue au poste de conseiller communal à Gand. Helga Stevens est nommée sénatrice le 5 juillet 2007, et cède alors le poste de présidente de l'Union européenne des sourds. L'islandaise Berglind Stefánsdóttir est élue présidente de l'Union européenne des sourds le 17 décembre 2007, après la démission du président par intérim, le Français Adrien Pelletier.
Elle est réélue en 2009 au Parlement flamand, et en 2010 au Sénat belge. Elle est élue au Parlement européen en 2014.
En janvier 2017, elle se porte candidate à la présidence du Parlement européen au nom du groupe CRE. Au premier tour, elle se classe en troisième position rassemble lors des trois premiers tours de scrutins avec successivement 77, 66 et 58 voix. Pour le dernier tour de scrutin, sa candidature est retirée et son groupe parlementaire apporte son soutien à Antonio Tajani.

### Vie privée
En 1999, elle s'installe à Gand, en Belgique, avec son conjoint Yven. Ils ont deux enfants ensemble : Duive en 2002 et Josse en 2006. Helga a également fait une fausse couche de jumeaux après 6 mois de grossesse en 2004.

## Récompenses
- Prix Edward Miner Gallaudet Award par l'université Gallaudet en 2008[15]